# LCD 사운드시스템
LCD 사운드시스템 (LCD Soundsystem)은 2002년 결성된 인디 레코드 레이블 DFA 레코드 설립자이자 프로듀서인 미국인 제임스 머피가 결성한 댄스 펑크 밴드이다. 댄스 음악과 펑크 록, 디스코를 혼합한 음악을 하며 영국에서 특히 인기가 많다. 영국에서 그들이 발표한 두 앨범은 40위까지 올라갔다.
2008년 10월 10일 LCD 사운드시스템 명의로 제임스 머피 혼자서 DJ셋으로 내한했다.

## 역사

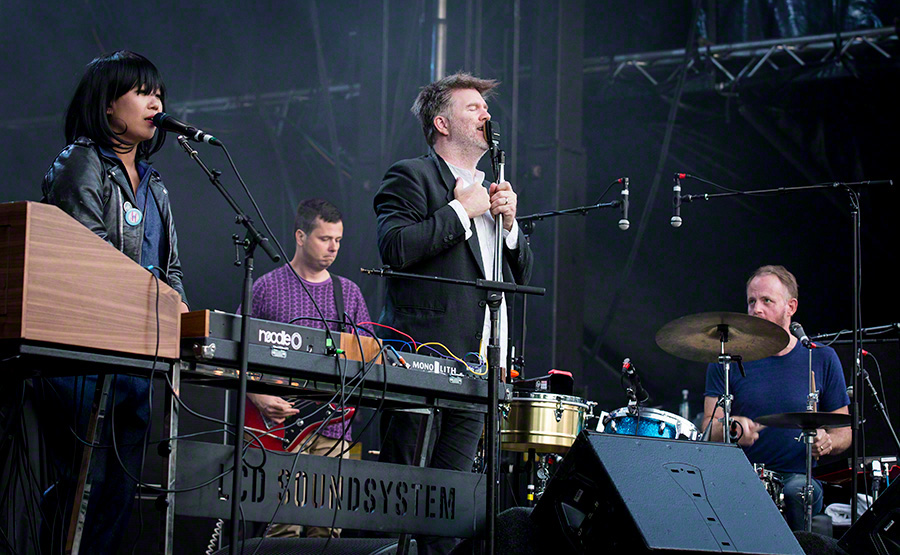
LCD Soundsystem, 2016

LCD 사운드시스템은 2002년 싱글 "Losing My Edge"를 발표하면서 그 모습을 드러냈다. 이 싱글은 입소문을 타고 지하 댄스 클럽에서 은밀하게 인기를 모아갔다. 이 인기는 Give it Up와 Yeah로 이어졌다.
2005년 2월 위의 싱글들과 새 곡들을 더블 앨범 형식으로 담은 LCD Soundsystem라고 이름이 붙여진 첫 앨범이 발매되었다. 이 앨범은 순식간에 평단의 호평을 받았으며 오프닝 트랙이자 첫 싱글인 Daft Punk Is Playing at My House는 2005년 영국 싱글 차트 40위권에 진입했다. 이 곡은 SSX 온 투어, 번아웃 리벤지, 피파 06에도 수록되기도 했다. 그 해 밴드는 M.I.A.와 함께 순회 공연을 돌았다. 12월 이들은 그래미 두 부분에 노미네이트되었고, 아마존닷컴 편집자가 선정한 2005년의 앨범 100장에 선정되었다.
2006년 나이키의 의뢰로 45:33이라는 EP를 발매했다.
2007년 3월 7일, 두 번째 앨범 Sound of Silver이 발매되었다. 이 앨범 역시 전작과 마찬가지로 엄청난 호평을 받았으며 타임즈의 조시 타이란지엘은 수록곡 'All My Friends'에 대해 "삶에 대한 후회와 성찰이 담긴 놀라운 가사가 담긴 훌륭한 곡"이라는 찬사를 보냈다. Sound of Silver 홍보 공연은 아케이드 파이어와 함께 돌았다.
2008년 11월 18일, 알 도일은 밴드가 해체될 것이라는 추측을 6 뮤직 인터뷰에서 밝혔으나 직후 제임스 머피와 도일 모두 이 루머를 부정하며 오히려 새 앨범 구상 중이라고 말을 꺼냈다. 2009년 여름, 머피는 LA에서 새 곡들을 녹음하고 있다고 밝혔다. 2010년 2월 23일, 공식 홈페이지에서 새 앨범의 트랙 리스트가 발표되었고, 3월 30일 신보 제목과 커버가 밝혀졌다. 세 번째 앨범 This is Happening은 2010년 5월 18일 EMI의 배급망을 타고 전 세계 발매되었다.
2011년 2월 5일, 밴드 웹사이트에 LCD SoundSystem 프로젝트의 종료와 함께 마지막 공연을 할 것이라는 공지가 올라왔다. 마지막 공연은 2011년 4월 2일 뉴욕 메디슨 스퀘어 가든에서 4시간에 걸쳐 진행되었으며, 약 8만명의 관객이 함께하였다. 이 마지막 공연은 다큐멘터리 필름 Shot Up and Play the Hits로 제작되기도 하였으며, 이 다큐멘터리는 Sundance영화제 Hotdocs 다큐멘터리 페스티벌 등에 상영되어 호평을 받았다.

## 음반 목록

### 정규 앨범
- LCD Soundsystem (2005) DFA 영국 20위
- Sound of Silver (2007) DFA 미국 46위, 영국 28위
- This is Happening (2010) DFA
- American Dream (2017) DFA

### EP외 기타 발매
- Introns 리믹스 앨범 (2006) DFA
- 45:33 (2006) 나이키 (2007 재발매) DFA
- A Bunch of Stuff EP (2007) DFA
- 45:33 Remixes (2009) DFA

### 싱글
- "Losing My Edge" – (2002) #115 UK
- "Give It Up" – (2003)
- "Yeah" – (2004) 영국 77위
- "Movement" – (2004) 영국 52위
- "Daft Punk Is Playing at My House" – (2005) 영국 29위
- "Disco Infiltrator" – (2005) 영국 49위
- "Tribulations" – (2005) 영국 59위
- "North American Scum" – (2007) 영국 40위
- "All My Friends" – (2007) 영국 41위
- "No Love Lost" (조이 디비전 커버) / "Poupée de cire, poupée de son" (세르쥬 갱스부르 작곡의 프랑스 갈 노래 커버.) – (2007) 아케이드 파이어와 7" 레코드 스플릿
- "Someone Great" – (2007)
- "Confuse the Marketplace" – (2007) EP
- "Time to Get Away" – (2008)
- "Big Ideas" – (2008)
- "Bye Bye Bayou" (수어사이드의 알란 베가 커버) – (2009)

### 편집 앨범
- DFA Compilation, Vol. 1 (2003 · DFA)
- DFA Compilation, Vol. 2 (2004 · DFA)
- Music from the OC: Mix 5 (2005 · Warner Bros./Wea)
- DFA Holiday Mix 2005 (2005 · DFA)
- FabricLive.36 (2007 · Fabric)
- 21 Soundtrack (2008 · 콜롬비아 레코드)